# Fly Away (堂珍嘉邦の曲)
「Fly Away」（フライアウェイ）は、2014年8月27日にScalearから発売の堂珍嘉邦の6枚目の配信リリース作品。

## 解説
2014年1月に行われたデイリースポーツ広島版にて対談した広島カープ在籍堂林翔太から制作依頼を引き受け堂林の2014年度登場曲となった。ＭＶディレクターは森克彦、ジャケットデザインは山崎二郎。

## 収録曲
（作詞：堂珍嘉邦 作曲：Per Eklund　 Junious Sampson III & Fredrik "Fredro" Ödesjö 編曲：堀向彦輝）
1. Fly Away　[3:52]